# Copa Federación de España 2010-11
De Copa Federación de España 2010–11 was de achttiende editie van de Copa Federación de España, een knock-out competitie voor Spaanse voetbalclubs in de Segunda División B en de Tercera División.
De competitie begon op 4 augustus 2010 en eindigde met de finales op 31 maart en 14 april 2011. Puertollano won het toernooi.

## Nationale toernooi

### Nationale kwalificatieronde
| Team 1    | Tot. | Team 2   | 1e wedstr. | 2e wedstr. |
| --------- | ---- | -------- | ---------- | ---------- |
| Corralejo | 5–2  | Marino   | 4–1        | 1–1        |
| Burgos    | 1–2  | Arandina | 0–0        | 1–2        |

### Laatste 32
| Team 1               | Tot.       | Team 2      | 1e wedstr. | 2e wedstr. |
| -------------------- | ---------- | ----------- | ---------- | ---------- |
| Atlético Mancha Real | 1–5        | Ronda       | 0–3        | 1–2        |
| Crevillente          | 1–1(4–2 p) | Gandía      | 1–0        | 0–1        |
| Palencia             | 2–1        | Izarra      | 2–1        | 0–0        |
| Alavés               | 3–1        | Arandina    | 3–1        | –          |
| Noja                 | 3–4        | Racing B    | 3–3        | 0–1        |
| Oyonesa              | 1–5        | Zaragoza B  | 0–1        | 1–4        |
| Atlético Baleares    | 1–1(u)     | Sabadell    | 1–1        | 0–0        |
| Ontinyent            | 2–0        | Dénia       | 2–0        | 0–0        |
| Benidorm             | (u)3–3     | La Roda     | 1–1        | 2–2        |
| Jerez                | 3–2        | San Roque   | 1–0        | 2–2        |
| Montañeros           | 3–2        | Candás      | 3–1        | 0–1        |
| Caravaca             | 3–2        | Almansa     | 3–1        | 0–1        |
| Haro                 | 4–9        | Lemona      | 2–2        | 2–7        |
| Las Rozas            | 1–1(u)     | Leganés     | 1–1        | 0–0        |
| Parla                | 1–3        | Puertollano | 0–0        | 1–3        |
| Corralejo            | 2–5        | Mallorca B  | 2–3        | 0–2        |

### Laatste 16
| Team 1      | Tot.        | Team 2      | 1e wedstr. | 2e wedstr. |
| ----------- | ----------- | ----------- | ---------- | ---------- |
| Lemona      | 2–0         | Racing B    | 2–0        | 0–0        |
| Sabadell    | 3–3(u)      | Zaragoza B  | 3–1        | 0–2        |
| Crevillente | 1–2         | Mallorca B  | 1–1        | 0–1        |
| Caravaca    | 3–2         | Jerez       | 3–2        | 0–0        |
| Montañeros  | 1–4         | Palencia    | 0–2        | 1–2        |
| Ronda       | 2–3         | Puertollano | 1–1        | 1–2(aet)   |
| Arandina    | 1–1 (7–6 p) | Leganés     | 1–0        | 0–1        |
| Benidorm    | 1–3         | Ontinyent   | 1–2        | 0–1        |

### Kwartfinales
| Team 1      | Tot.   | Team 2     | 1e wedstr. | 2e wedstr. |
| ----------- | ------ | ---------- | ---------- | ---------- |
| Palencia    | 3–4    | Lemona     | 2–3        | 1–1        |
| Mallorca B  | 3–6    | Caravaca   | 2–1        | 1–5        |
| Arandina    | 2–1    | Zaragoza B | 0–0        | 2–1        |
| Puertollano | (a)2–2 | Ontinyent  | 1–0        | 1–2        |

### Halve finale
| Team 1      | Tot.       | Team 2   | 1e wedstr. | 2e wedstr. |
| ----------- | ---------- | -------- | ---------- | ---------- |
| Caravaca    | 2–2(3–5 p) | Lemona   | 2–0        | 0–2        |
| Puertollano | 3–1        | Arandina | 1–0        | 2–1        |

### Finale
| Team 1      | Tot. | Team 2 | 1e wedstr. | 2e wedstr. |
| ----------- | ---- | ------ | ---------- | ---------- |
| Puertollano | 4–3  | Lemona | 0–2        | 4–1        |